# 比维拉琴

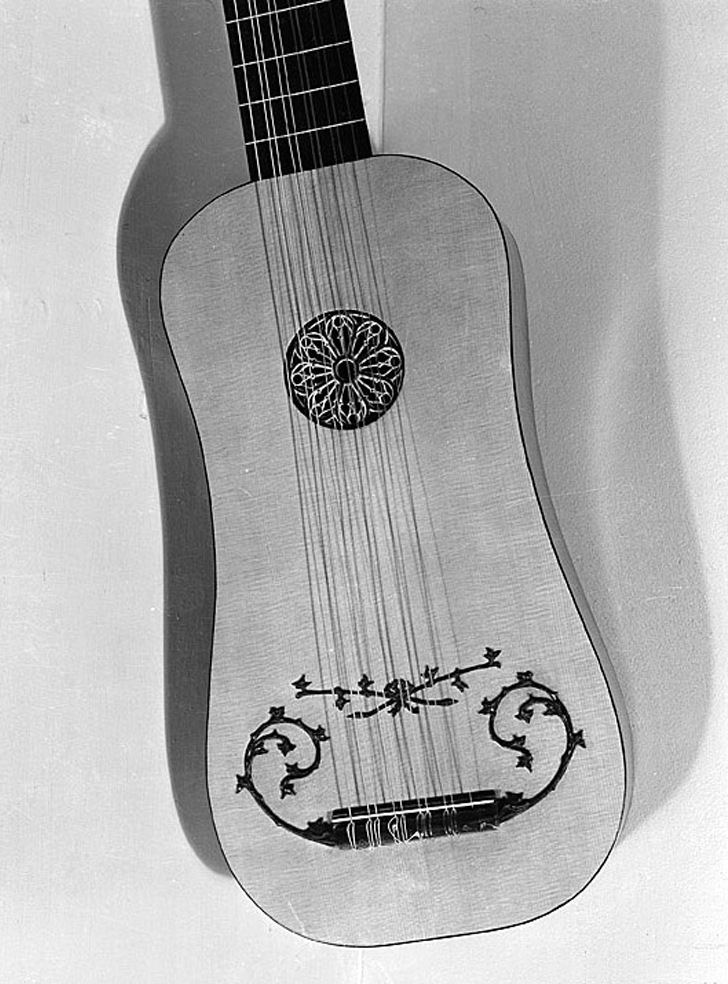
20世纪中叶制作的比维拉琴

比维拉琴（西班牙語：Vihuela，西班牙語發音：[biˈwela]，又译作维卫拉琴）是一种吉他类的弦乐器，音色接近鲁特琴，通常有五组或六组双弦，起源于15、16世纪的西班牙、葡萄牙和意大利一带，流行于文艺复兴时期。
现代的比维拉琴通常为六组羊肠线弦，有三种类型：
- Vihuela de mano: 5或6组弦，用手指演奏
- Vihuela de penola: 用拨片演奏
- Vihuela de arco: 用弓演奏

Vihuela de mano常见的调弦组合如下：
- G  C  F  A  D  G
- C  F  B♭ D G C